# Scoparia crassiusculla
Scoparia crassiusculla là một loài bướm đêm trong họ Crambidae.